# Ugo d'Eu
Ugo d'Eu (... – 17 luglio 1077) fu vescovo di Lisieux dal 1049 fino alla sua morte.
Il suo predecessore fu il vescovo Herbert (Herbertus); gli succedette Gilbert Maminot (Gislebertus Maminotus).

## Biografia

### La famiglia
Dacché suo nonno paterno era il capostipite Riccardo I, Ugo fu uno dei Richardides, signori della Normandia tra i secoli X e XI. 
```
Riccardo I di Normandia

└─>Guglielmo 
conte d'Eu

      x Lesceline
      │ 
      ├─>Robert 
conte d'Eu
 e signore di 
Hastings
, morto tra il 1089 e il 1093
[
8
]

      ├─>Guglielmo (Guillaume) Busac (ca 1020
[
9
]
-ca 1076
[
10
]
 fu forse 
conte d'Eu
 prima di essere defenestrato, poi conte di Soissons 
jure uxoris
 (per aver sposato l'ereditiera Adélaïde)
[
11
]

      └─>Ugo d'Eu, vescovo di 
Lisieux
```

Ugo era figlio naturale di Guglielmo d'Eu (a sua volta figlio illegittimo di Riccardo I di Normandia e di una donna sconosciuta) e della sua concubina Lesceline de Pont-Audemer, donna di nobili natali che a metà dell'XI sec. fu fondatrice dell'abbazia benedettina di Saint-Pierre-sur-Dives e poté donare terre alla Sainte-Trinité de Rouen.

Suoi fratelli furono Robert d'Eu e Guillaume Busac.
All'ascesa al potere di Riccardo II, al padre Guglielmo fu assegnata la contea di Hiémois ma, ribellatosi, fu imprigionato a Rouen, da cui fuggì (rocambolescamente) dopo un lustro per poi riconciliarsi con Riccardo che lo creò conte di Èu; è altresì dibattuta la catena di successione tra il padre, i fratelli di Ugo e quest'ultimo, e in definitiva poco si sa di Ugo prima dell'elevazione al soglio vescovile.

## Vescovo

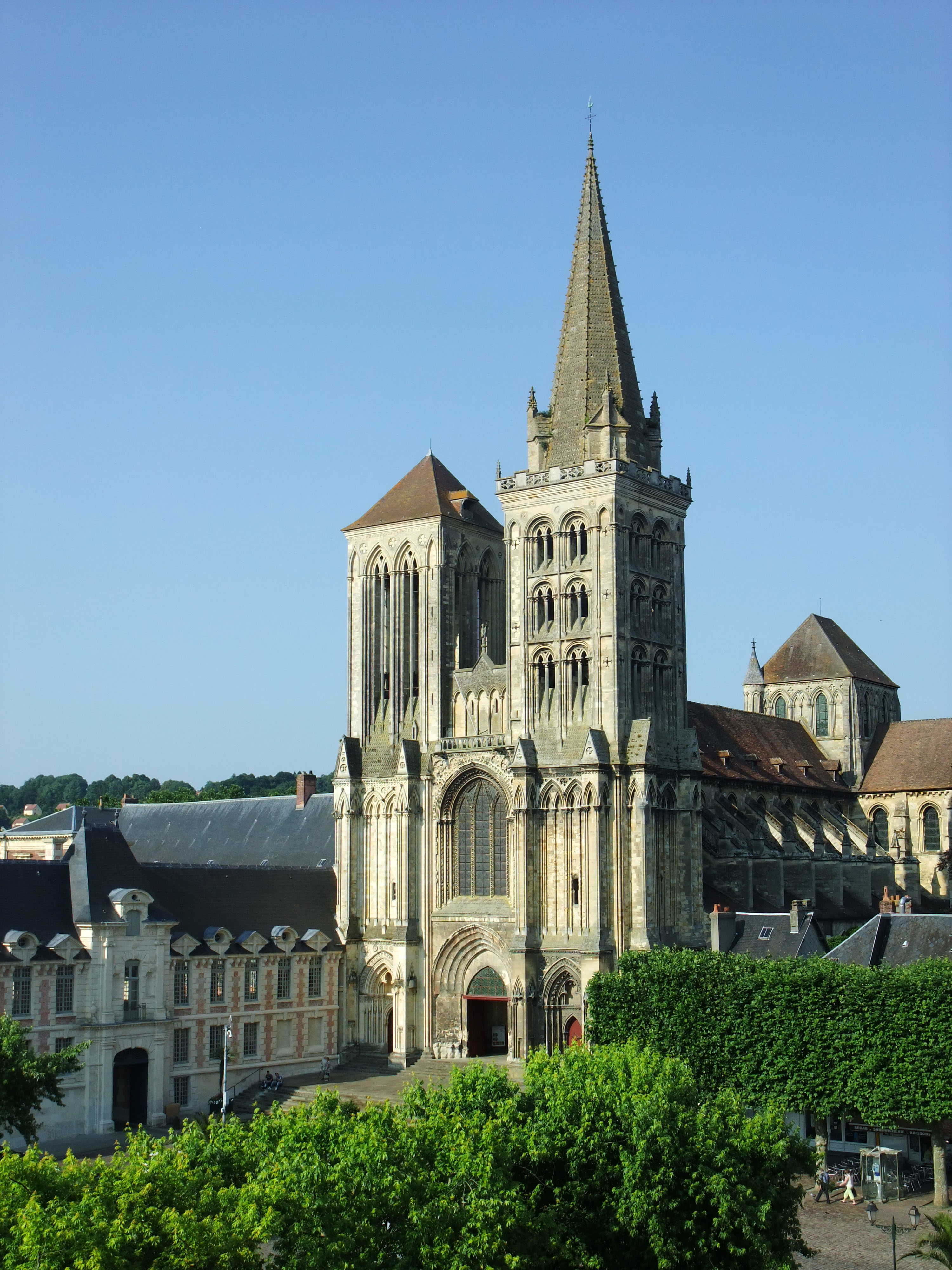
Cattedrale di San Pietro a Lisieux

Fu ordinato vescovo di Lisieux nel 1049, molto giovane (iuuenis, riporta Guglielmo di Poitiers): tuttavia le fonti antiche (Guglielmo di Poitiers in particolare, che lo conobbe di persona, e successivamente Orderico Vitale) ne riportano un ritratto nel complesso lusinghiero, addirittura da «enfant prodige»: anzi Guglielmo di Poitiers nei suoi Gesta Guillelmi ducis Normannorum et regis Anglorum addirittura lo definisce spiritualmente più maturo rispetto agli altri vescovi di Normandia, talché gli studiosi desumono una ben probabile previa educazione giovanile accurata ricevuta da Ugo, suggestione non chiarita da nessun dato ulteriore.
Guglielmo di Ugo si spenderà a mettere in risalto maggiormente gli interessi spirituali, «dalle veglie sacre, alla preghiera, alla celebrazione degli offici divini, alla lettura degli autori sacri spinta sino alla familiarità con essa, all'amore indefettibile per la santità e le sue opere».
Tale sottolineatura di maggior profondità spirituale rispetto agli altri vescovi normanni potrebbe esser motivata proprio dal desiderio di rilevare tale elevatezza malgrado la giovane età. Il vescovo adolescente, ciononostante, si impegna a dar prova delle sue doti sia spirituali sia di capacità di governo, sia di saper pronunciarsi su questioni religiose, sia di qualità organizzative delle strutture istituzionali sia di effettivamente portare a fine fondazioni e riedificazioni di istituti religiosi come pure di abbazie, chiese e cattedrali.

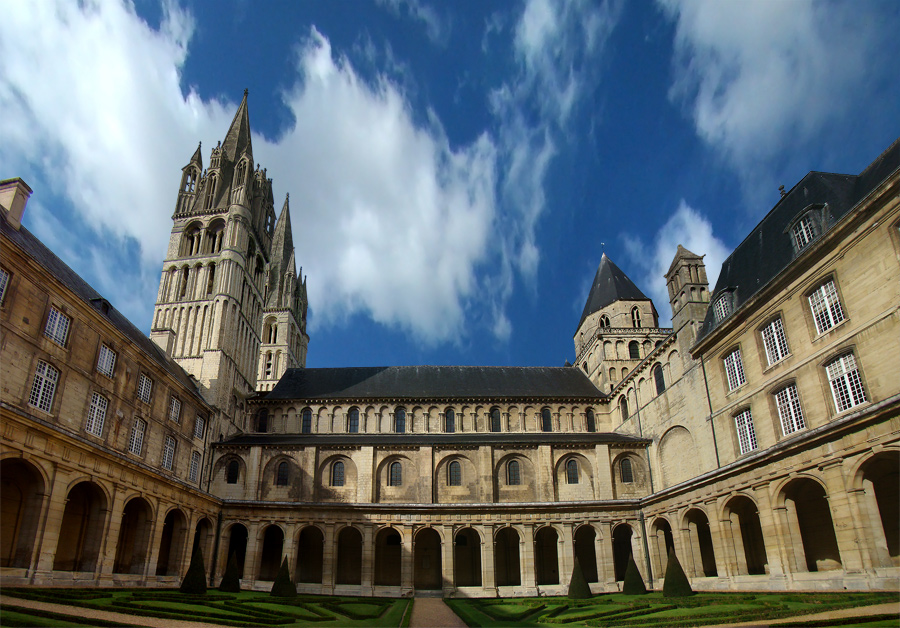
La "Abbazia degli Uomini" a Caen. AutoreTango7174

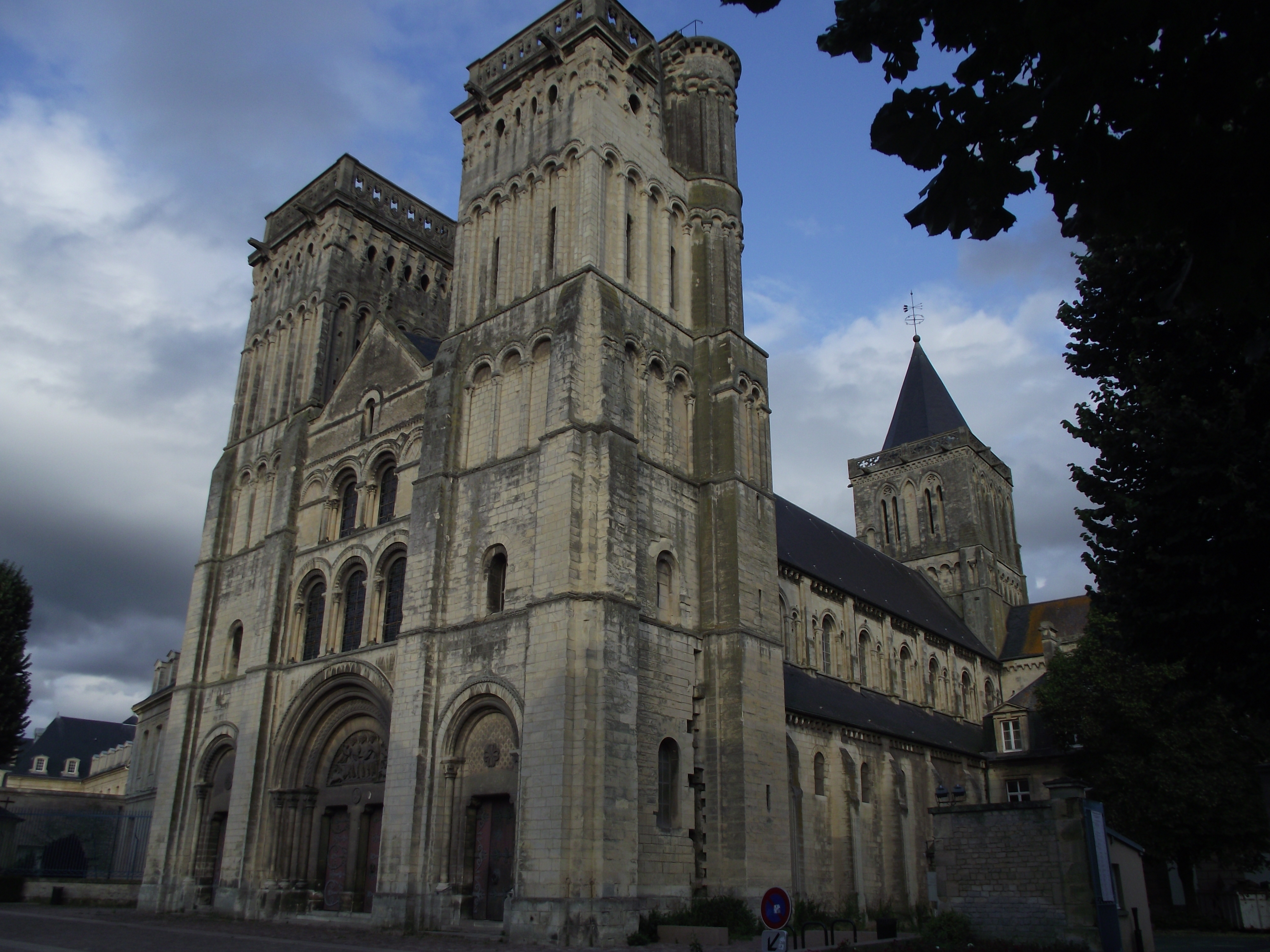
Chiesa abbaziale di Caen

È Ugo a rappresentare la diocesi di Lisieux nel "concilio papale" di Reims del 1049, con qualche disdegno del pontefice, proprio nei confronti della giovane età del prelato ad una diocesi così importante; nel 1050 fonda con madre e fratello l'Abbazia di Saint-Pierre-sur-Dives ove richiama monaci benedettini.

Al periodo tra 1050 e 1066, risalgono invece le ordinazioni degli abati Thierry de Mathonville (1050), poi di Osberne (1061) e di Mainier d'Échauffour (1066) a Saint-Évroult.
Ugo prosegue, dopo Herbert, la costruzione della Concattedrale di San Pietro a Lisieux, in stile romanico, la cui cerimonia di dedicazione tiene l'8 luglio del 1060, addirittura disponendo in anticipo l'arrivo propizio delle reliquie di sant'Ursino, protovescovo di Bourges della seconda metà del III secolo, che ivi si trovavano e che Ugo fa in modo di trattenere, secondo la tradizione, a Lisieux.

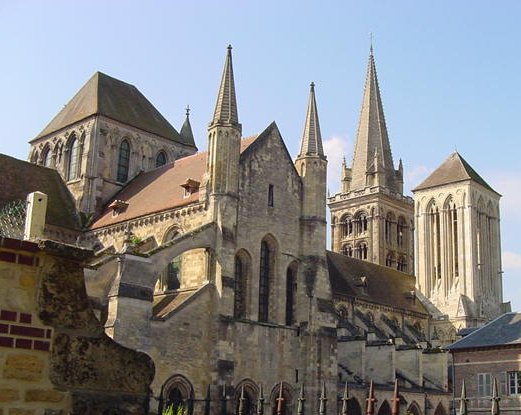
La Cattedrale di San Pietro da N/E

Quale vescovo, Ugo organizza altresì il capitolo della Cattedrale di Lisieux, costituito da tre cariche: diacono, tesoriere e cantore, e fa in modo di richiamare alla sua diocesi sacerdoti di pregio, che si preoccupa di far istruire.

Non esisteva invece ancora uno "scolasticato", all'epoca di Ugo, secondo Dosdat.

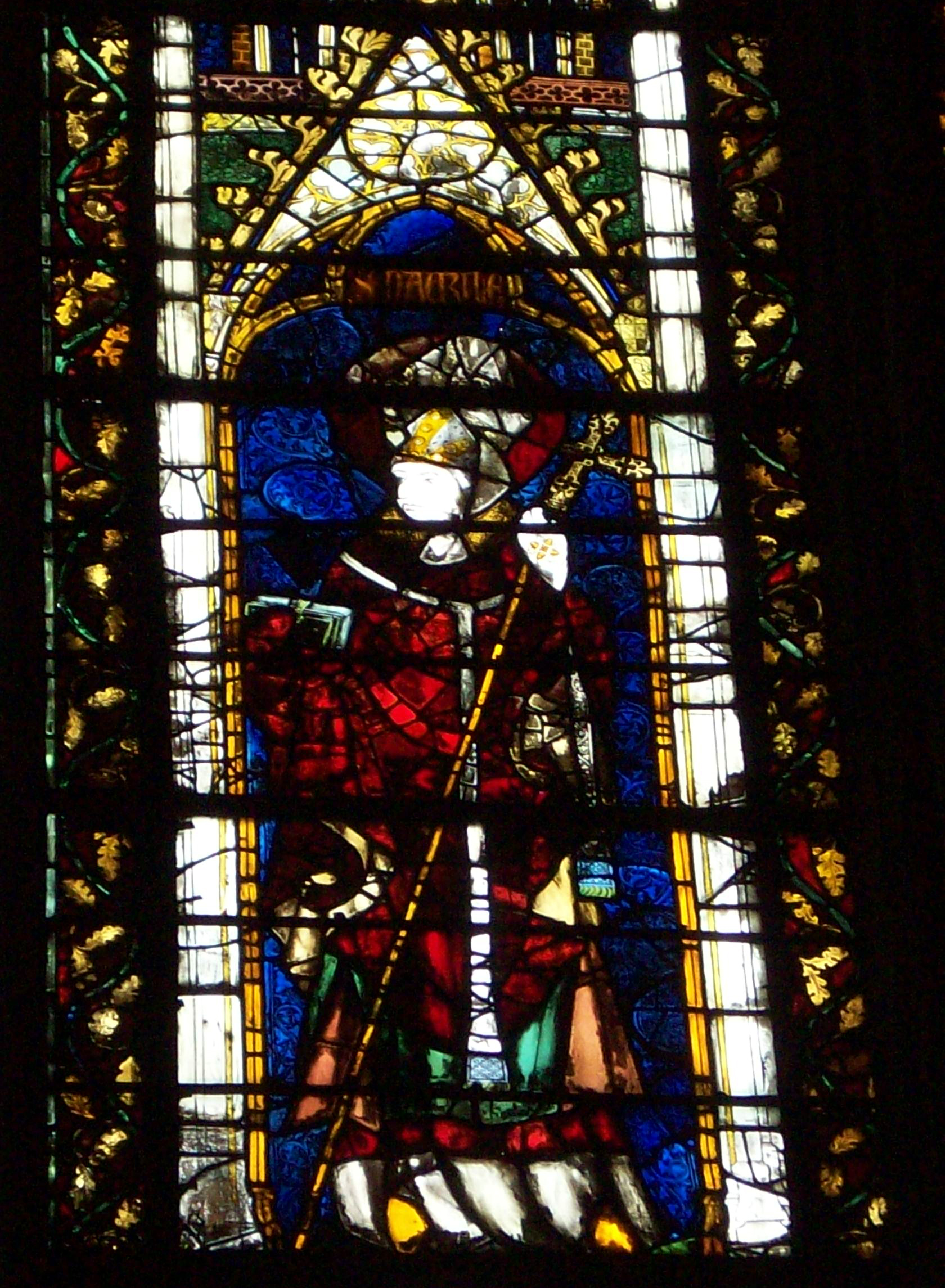
Maurilius, Santo

### Attività conciliari: il Concilio di Lisieux
La cattedrale non era ultimata, ma la struttura era già adeguata ad ospitare, nel 1055, il Concilio fortemente voluto da Guglielmo II, duca di Normandia che avrebbe deposto dal seggio arcivescovile di Rouen, per indegnità, Mauger, elevando ad esso Maurilio. Tale mossa, pur non essendo priva di fondamento dal punto di vista dottrinale e disciplinare, era sostenuta dalla recondita motivazione di estromettere i discendenti di Riccardo I (i cosiddetti Richardides) dalle roccaforti di potere della Normandia della metà del sec. XI, che di fatto pervenne a compiuta finalizzazione dopo il Concilio.
Proprio Ugo, probabilmente scelto egli stesso per le suggestioni che avrebbe potuto destare che uno stesso familiare di Mauger lo accusasse, e al contempo per diffamare entrambi, non poté esimersi dall'assumere un ruolo significativo in quell'evento, e dal condannare pubblicamente il cugino prima che i convenuti si riunissero.
Gli altri pronunciamenti di rilievo del Concilio di Lisieux furono effettuati contro la simonia e il nicolaismo, in particolare, dunque, contro la vendita degli incarichi ecclesiastici e contro il rifiuto da parte del clero della castità e del celibato.
Secondo, peraltro, quanto afferma Douglas, l'egida di un Concilio come quello di Lisieux, di impronta apertamente riformista di per sé e storicamente inquadrato nelle contemporanee tensioni dell'epoca ad una politica di riforma morale della Chiesa, non implica tendenze progressiste proprie di Ugo, che anzi ne era lontano sia per il lignaggio aristocratico cui apparteneva, sia per il sistema di accordi cui la sua famiglia aderiva.
Ugo partecipa inoltre al concilio dei prelati di Normandia a Lillebonne del 1066, che si concludeva con la decisione di effettuare una spedizione in Inghilterra volta a favorire l'incoronazione, secondo diritto, di Guglielmo II di Normandia, poi Guglielmo I d'Inghilterra, "il Conquistatore" e cui prendeva parte quale suo superiore anche l'arcivescovo di Rouen Maurilio.
Il 1º luglio 1067 fu presente, con tutti i vescovi di Normandia, alla solenne consacrazione dell'chiesa abbaziale di Notre Dame de Jumièges, effettuata dall'arcivescovo Maurilio, in presenza del duca di Normandia Guglielmo e di numerosi prelati.
Ugo presenziò inoltre ai concili di Rouen (1069, 1072 e 1074), alla dedicazione delle cattedrali di Notre-Dame di Bayeux (Nostra Signora di Bayeux) e Évreux e delle abbazie di Caen nel 1077.

## La morte
In viaggio per visite pastorali e dedicazioni ecclesiastiche, Ugo si ammalò e dovette ritirarsi a Pont-l'Évêque; in tre settimane, la malattia ebbe ragione di lui, che morì appena cominciato il viaggio di ritorno alla sua diocesi, che egli aveva desiderato, il 17 luglio 1077. Le esequie vennero celebrate dai vescovi di Sées e Évreux alla presenza del fratello di Ugo, Robert d'Eu e, dopo una serie di accese discordie, la salma fu inumata a Saint-Désir, dove i suoi resti furono scoperti alla fine degli Anni Cinquanta del XX sec. da François Cottin, nella abbazia antica dei benedettini, dedicata a Sainte-Marie-du-Pré e risalente al 1050.